# Macrothea bouchardi
Macrothea bouchardi is een tienpotigensoort uit de familie van de Galatheidae. De wetenschappelijke naam van de soort is voor het eerst geldig gepubliceerd in 2010 door Macpherson & Cleva.